# Jasmine Pereira
Jasmine Henrietta Pereira (Auckland, 20 de julho de 1996) é uma futebolista profissional neozelandesa que atua como atacante.

## Carreira
Jasmine Pereira é filha de samoanos, com seu pai, o ex-jogador de rúgbi Joseph, nascendo na ilha, e sua mãe crescendo em Samoa apesar de ser nativa da Nova Zelândia. O sobrenome vem de um avô português.
Apesar de começar tarde no futebol, só entrando no esporte aos 13 anos como alternativa às aulas lotadas de netball no colégio, Pereira logo se destacou por sua velocidade. Depois de alguns torneios com a seleção de base, entrou para a Seleção Neozelandesa de Futebol Feminino adulta em 2014, e disputou tanto a Copa do Mundo de 2015 como as Olimpíadas em 2016.
Em 2017, em meio a dificuldades financeiras que a forçaram a voltar para a casa da mãe e conseguir dois empregos, Pereira se afastou do futebol.